# کلتو
کلتو (به ایتالیایی: Cleto) یک کومونه در ایتالیا است که در استان کزنتزا واقع شده‌است. کلتو ۱۸ کیلومتر مربع مساحت و ۱٬۳۴۱ نفر جمعیت دارد و ۲۵۰ متر بالاتر از سطح دریا واقع شده‌است.